# 西きょうじ
西 きょうじ（にし きょうじ、1963年1月11日 - ）は予備校講師。本名は西 恭司（にし やすし）。元代々木ゼミナール英語科講師、元東進ハイスクール・元東進衛星予備校英語科講師である。

## 人物
1963年1月11日東京都生まれ。
その後、兵庫県神戸市に移住、甲陽学院中学校・高等学校を経て、京都大学経済学部に入学するが、転部し文学部アメリカ文学科を1985年に卒業した。
東京都に移住後、1987年に代々木ゼミナール英語科講師となり、2015年に東進ハイスクールへ移籍した。
1993年に出版した『ポレポレ英文読解プロセス50』は発売後時間が経過しているにもかかわらず、「長い英文を読まされるビジネスマンにも、いまなおかなり有効」として、2006年のダイヤモンド社の「ビジネスマン・教養の課題図書110」の1つに選ばれた。
元受講生でジャーナリストである津田大介と親交があり、講演活動を共に行っている。
2017年11月9日発売の週刊文春にて、代々木ゼミナール代々木校講師時代の教え子と一時期不倫関係にあったと報じられた。
2021年1月8日発売のFRIDAYで不倫関係にあった女性に50万円を渡し中絶を勧めたとされ、同日に東進を契約解除となった。報道を受けて、1月14日に声明を出したことを自身のtwitterで発表した。

## 著作
- 『ポレポレ英文読解プロセス50 代々木ゼミ方式』（代々木ライブラリー、1993年9月15日）・ISBN 4896803388 / 9784896803389
- 『英文読解入門基本はここだ! 代々木ゼミ方式』（代々木ライブラリー、1996年7月20日) ・ISBN 489680421X / 9784896804218
- 『大学別講義カセット 英語 [第45巻] 新潟大学』（語学春秋社、1996年11月) ・ISBN 4875684797 / 9784875684794
- 『大学別講義カセット 英語 [第46巻] 筑波大学』（語学春秋社、1996年12月）・ISBN 4875684800 / 9784875684800
- 『英文速読のナビゲーター 大学入試 (研究社ナビゲーター・シリーズ (4))』（研究社、1997年7月) ・ISBN 4327764213 / 9784327764210
- 『English tour―世界をリードする― Vol.1 (Yozemi TV‐net) 』（代々木ライブラリー、1998年4月1日) ・ISBN 4896804848 / 9784896804843
- 『English tour―世界をリードする― Vol.2 (Yozemi TV‐net)』（代々木ライブラリー、1998年9月10日) ・ISBN 4896805313 / 9784896805314
- 『西きょうじ英文読解講義の実況中継[基礎完成編]』（語学春秋社、1999年7月30日 ・ISBN 4875685440 / 9784875685449
- 『パタスタ 西きょうじの英文読解』（旺文社、2000年7月10日) ・ISBN 4010325739 / 9784010325735
- 『情報構造で読む英語長文 代々木ゼミ方式』（代々木ライブラリー、2002年7月20日) ・ISBN 4896807081 / 9784896807080
- 『入試英文法問題特講 新選ゼミ』(文英堂 、2004年7月20日) ・ISBN 457884188X / 9784578841883
- 『リーディング＆ボキャブラリー　必修レベル (シグマベスト)』(文英堂、2004年7月23日) ・ISBN 4578841898 / 9784578841890
- 『英文読解入門基本はここだ! 代々木ゼミ方式　改訂版』（代々木ライブラリー、2005年5月19日) ・ISBN 4896808371 / 9784896808377
- 『入試英文法問題特講 新選ゼミ 新訂版』(文英堂、2005年7月19日) ・ISBN 4578842282 / 9784578842286
- 『西きょうじの英文読解+英単語 リーディング&ボキャブラリー センター・中堅私大レベル (シグマベスト)』(文英堂、2006年9月25日) ・ISBN 4578011755 / 9784578011750
- 『西きょうじのトークで攻略東大への英語塾 (実況中継CD-ROMブックス)』（語学春秋社、2011年7月) ・ISBN 487568732X / 9784875687320
- 『西きょうじ図解英文読解講義の実況中継 (実況中継シリーズ)』(語学春秋社、2013年10月10日) ・ISBN 4875687486 / 9784875687481
- 『ダンスde英単語: 一度に6語覚える「語根学習法」 : リズム感ある音楽を聴きながら、単語を暗記する』（ごま書房新社、2015年4月29日) ・ISBN 4341086111 / 9784341086114
- 『英文法の核 (東進ブックス 大学受験 Coreシリーズ)』（ナガセ、2016年3月28日) ・ISBN 489085682X / 9784890856824
- 『英文法の核 ［問題演習編］(東進ブックス 大学受験 Coreシリーズ)』（ナガセ、2016年4月22日) ・ISBN 4890856838 / 9784890856831
- 『情報以前の知的作法　踊らされるな、自ら踊れ』（講談社、2012年6月1日) ISBN 4062177501 / 9784062177504
- 『仕事のエッセンス「はたらく」ことで自由になる』（毎日新聞出版 2015年11月25日) ISBN 4620322423 / 9784620322421
- 『越境へ。』（亜紀書房、津田大介との共著、2015年5月22日) ISBN 4750514519 / 9784750514512